# Louvres
Louvres é uma comuna francesa situada no departamento de Val-d'Oise na região da Ilha de França.
Seus habitantes são os Luparien(ne)s.

## Geografia

### Localização e comunas limítrofes
Louvres se localiza na plaine de France, ao norte da cruzamento da antiga estrada nacional 17 com a Francilienne, na proximidade imediata do aeroporto de Roissy-Charles-de-Gaulle onde o direito de passagem começa a dois quilômetros do centro da cidade, e a vinte e quatro quilômetros a norte-nordeste de Paris.
Os municípios limítrofes são em número de oito.
- Puiseux-en-France
- Villeron
- Chennevières-lès-Louvres
- Épiais-lès-Louvres
- Roissy-en-France
- Goussainville

### Transportes

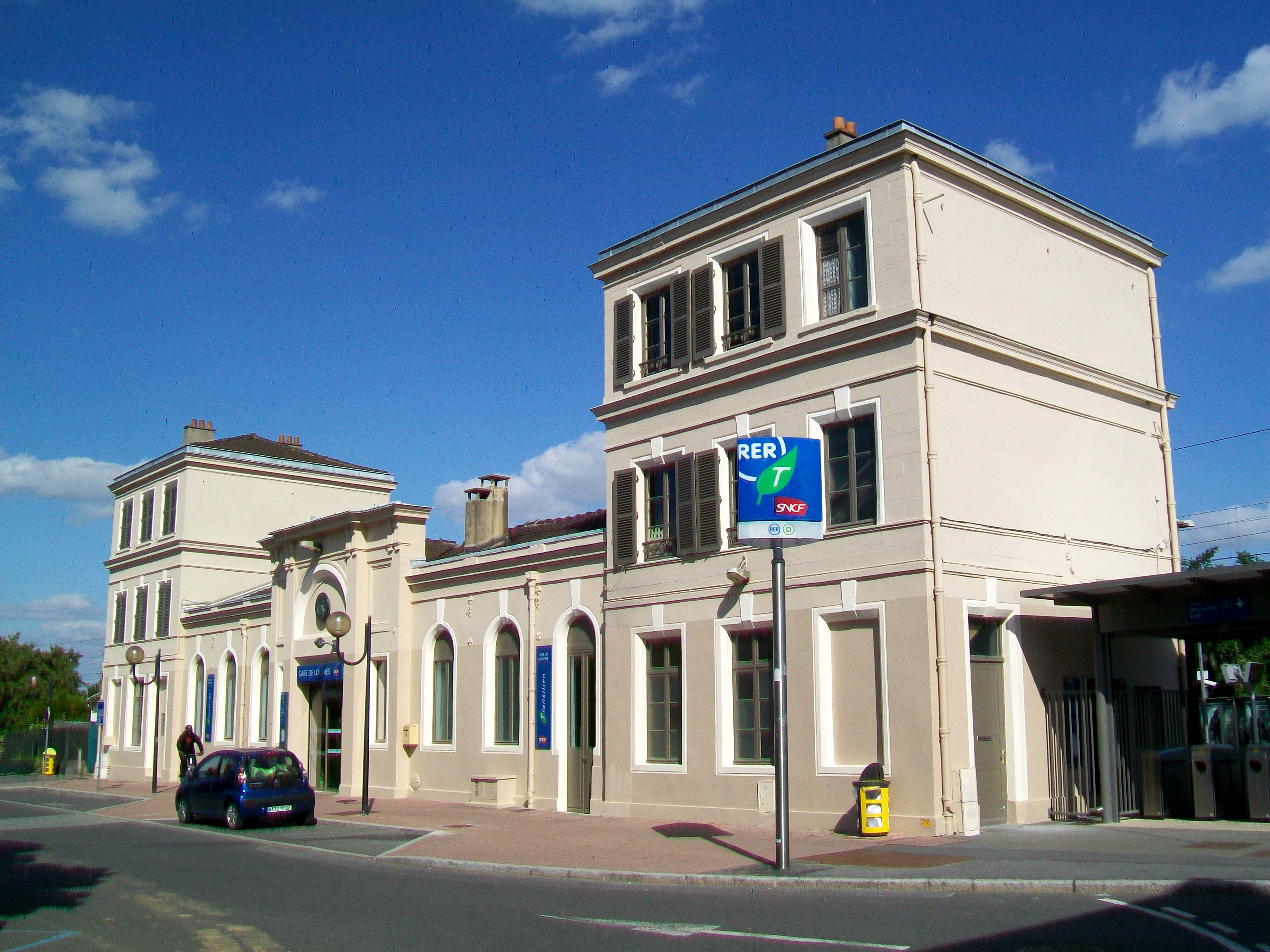
Estação RER de Louvres.

Duas importantes estradas passar ao lado do Louvre : a RD 317, em uma direção norte-sul, e a Francilienne, na direção leste-oeste. A primeiro liga a comuna a Survilliers, Fosses e Senlis ao norte, bem como ao Roissy-en-France, a auto-estrada A3 (e indiretamente, à auto-estrada A1), Goussainville e Gonesse ao sul. A segundo é acessível através do trevo da RD 317, e permite alcançar o vale do Oise, a aglomeração de Cergy-Pontoise e o aeroporto Paris-Charles-de-Gaulle. Duas estradas departamentais conectam Louvres às comunas vizinhas. A RD 184, que assumiu a antiga rota da RN 17 no cruzamento do centro da cidade, liga a comuna a Puiseux-en-France e Marly-la-Ville. A RD 165E leva a Chennevières-lès-Louvres bem como Villeron e Vémars pela RD 9. Esta última representa um contorno ao norte de Louvres e se dirige para Fontenay-en-Parisis em outra direção, para noroeste. Uma via comunal liga Louvres diretamente à antiga vila de Puiseux-en-France sem passar pelos novos bairros. Observe que não existe rota entre Louvres e Goussainville, embora as duas cidades estejam distantes a apenas 2,5 km : é necessário passar pela RD 317, e Le Thillay e fazer assim um desvio de 6 km aproximadamente.
No mapa de transporte coletivo, Louvres é especialmente servida por uma estação do RER D. Esta estação de trem é muito longe do centro do burgo (de 1,4 km de distância), mas mais perto de outros bairros. Próximo da estação de trem, há uma estação de ônibus servida por todas as linhas de ônibus regulares sobre a comuna.

## Toponímia
O local é atestado sob as formas Luvera em 632, Luvra em 652, Lupera em 860, Latvero no século XI, de Loveriis em 1096, Loveriæ em 1097, Luveris em 1098, Luvras e Luvrigius em 1107, Lovræ em 1196, Luperas no século XV.
A etimologia da palavra Louvres (ver também Louvre, Luvrea no século XII ; apud Luparam Parisius em 1222) não tem unanimidade entre os toponimistas :
- Formação toponímica galo-romance *LUPARA ou medieval precoce (ausência de artigo definido), baseada no latim lupus "lobo", combinado com o sufixo -ăra, donde o significado global de "lugar frequentado por lobos". Seria um equivalente de louvières, formação medieval, com base no nome do lobo, mas seguido por um sufixo diferente : -aria.[4]
- Formação toponímica galo-romana *(TERRA) RUBRA, baseada no latim clássico rubra "vermelha", no significado global de "terra vermelha", com dissimilação de rr+r+r em rr+l+r.[5]

Quanto a esta última hipótese, é de se notar que o latim clássico rubra não parece ser imposto no galo-romano, que não sabe que RUBEA, donde é vindo do francês "rouge", e nenhum traço de dissimilação nas formas antigos disponíveis.

## História

O brasão de armas da cidade de Louvres : de sable, ao leão de argente armado e lampassado de gules

O sítio de Louvres é habitado desde a Pré-história desde que uma ocupação do lugar é atestada desde o Paleolítico Superior.
Não se encontra um habitat gaulês denso em Louvres. Por outro lado, a presença galo-romana é atestada. Uma necrópole do Baixo e do Alto Império está sendo escavado (2010).
O século V é marcado pela passagem dos Hunos. No entanto, a aldeia tinha uma certa importância na época franca, várias sepulturas aristocráticas ricamente ornadas têm sido trazidas à luz, bem como um santuário. Cinco sepulturas merovíngias (480-520), uma de um homem e quatro de mulheres, foram descobertas em 1987 em torno da Tour Saint-Rieul. A riqueza do mobiliário encontrado sugere que são aristocratas próximos de Clóvis, rei dos Francos.
Para a época carolíngia, é atestada a presença de um habitat estendido no sítio próximo de Orville onde se concentrava o habitat aristocrático bem como uma aldeia modestas de casas de madeira e de casas de barro abrigando agricultores e artesãos.
São Justino aí foi martirizado. A presença de duas igrejas (torre Saint-Rieul e igreja Saint-Justin), de costa a costa também indica a importância do lugar na Idade Média e no Renascimento. Louvres também possui em seu solo as ruínas do castelo de Orville destruído em 1438.
O estado-maior dos exércitos prussianos ocuparam o castelo em 1870.
Um bombardeiro americano B17 atingido pela DCA alemã explodiu e caiu sobre a via férrea perto de Louvre em 14 de julho de 1943. Durante o salão a aeronáutica de Le Bourget, em junho de 1961, um bombardeiro americano Convair B-58 "HUSTLER" caiu no barranco da via férrea, quando ele estava fazendo uma demonstração. A comuna tem experimentado uma importante expansão demográfica e econômica desde a década de 1970 após a abertura do aeroporto de Roissy-Charles-de-Gaulle nas imediações. Mas isso não alterou felizmente o caráter antigo do burgo.

## Geminação
Louvre é geminada com a comuna seguinte :
- Bad Sobernheim, (Alemanha), Renânia-Palatinado

## Lugares e monumentos

### Monumentos Históricos

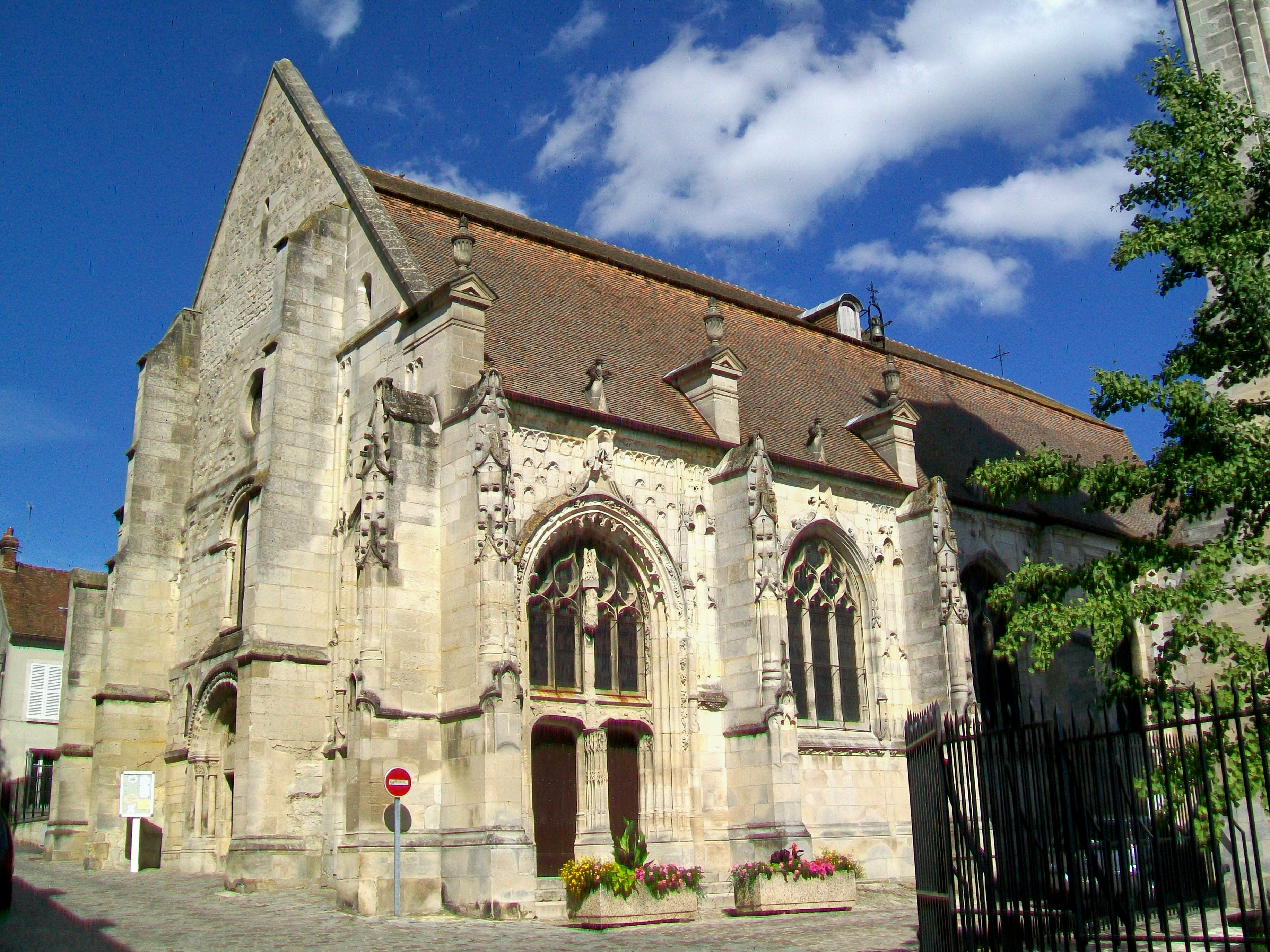
Visão geral da igreja do sul-oeste, rue Saint-Justin.
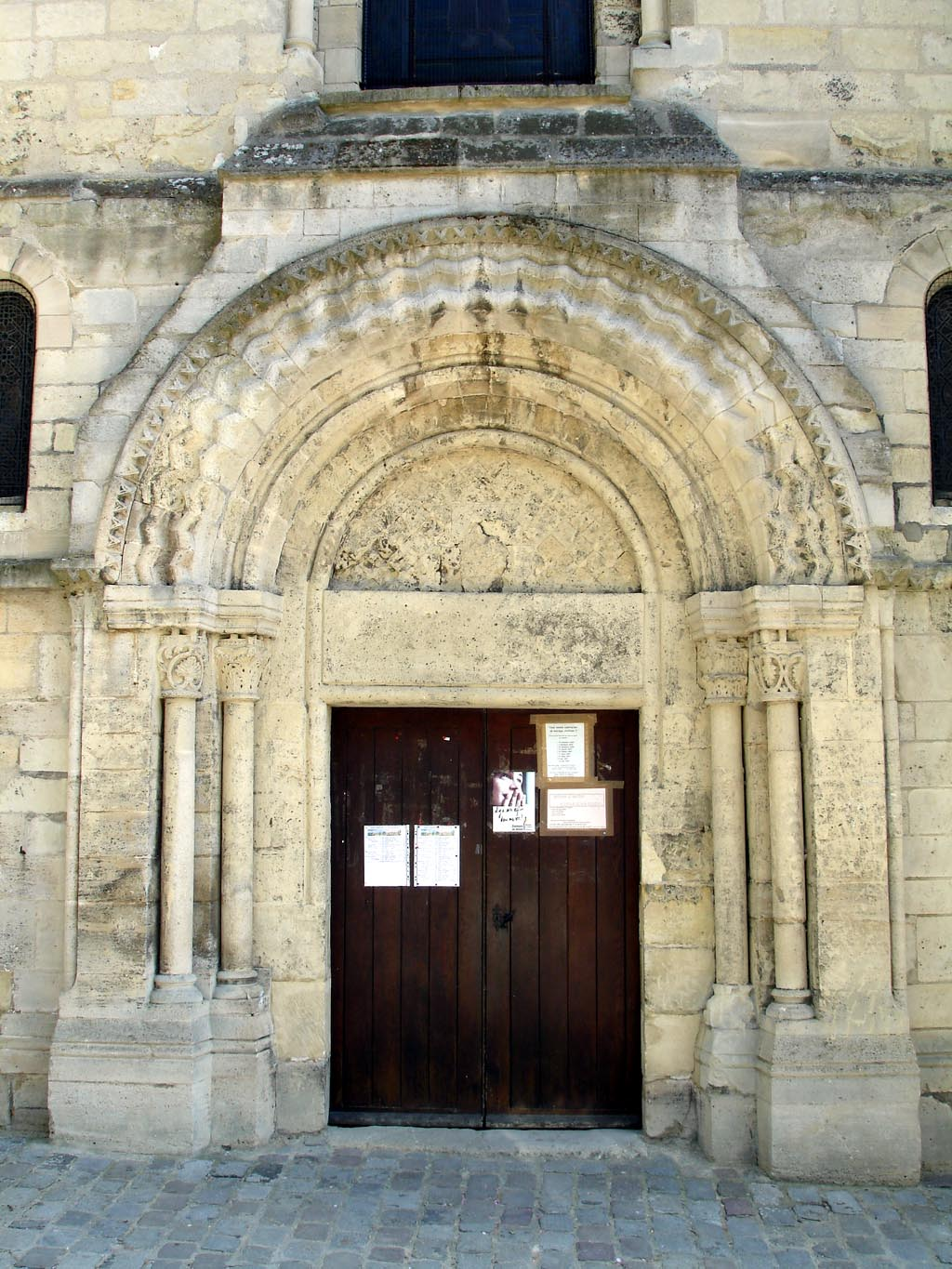
O portal românico da igreja de Saint-Justin.
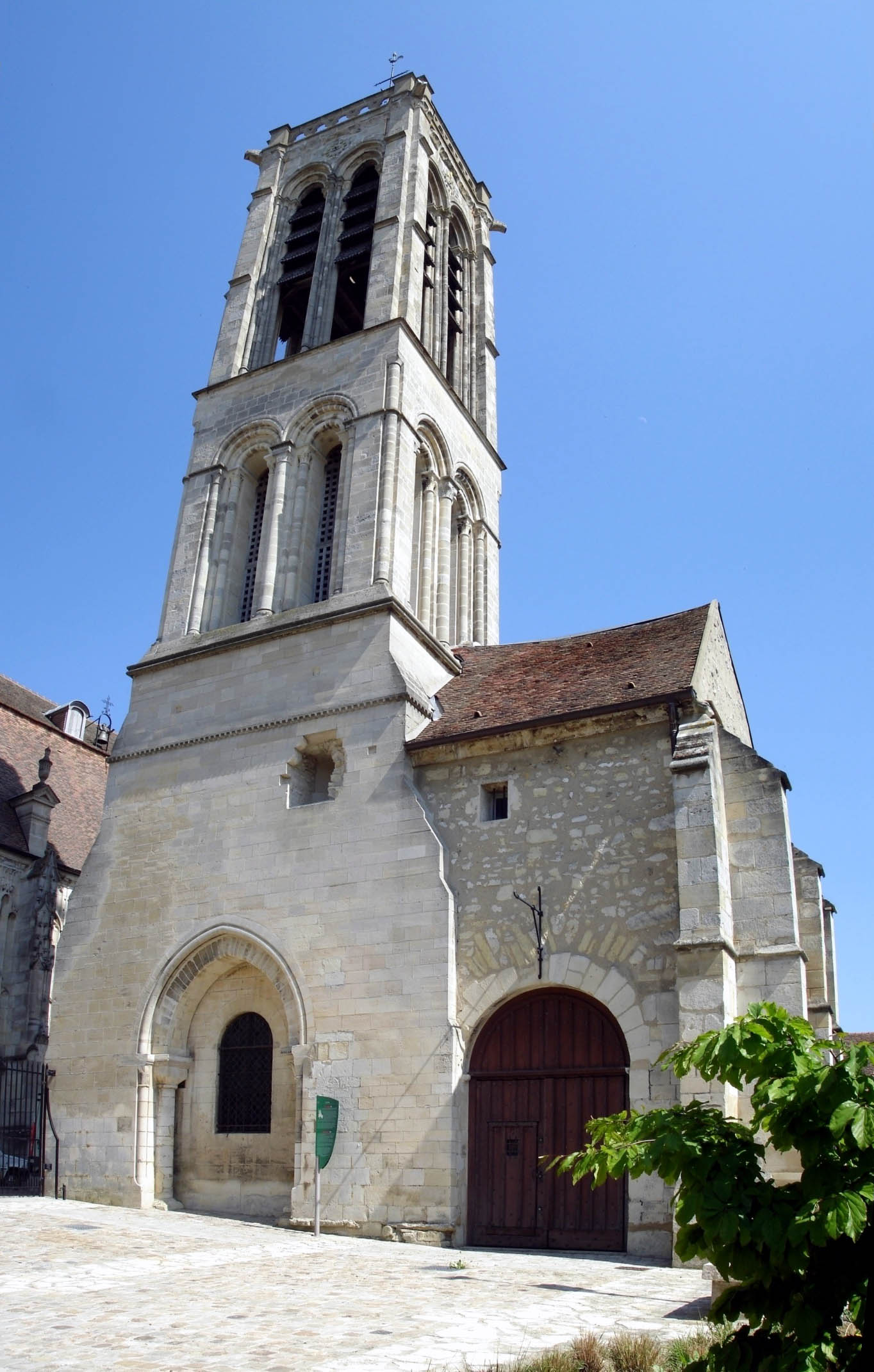
A torre de Saint-Rieul, um remanescente da igreja de mesmo nome, rue Saint-Justin.
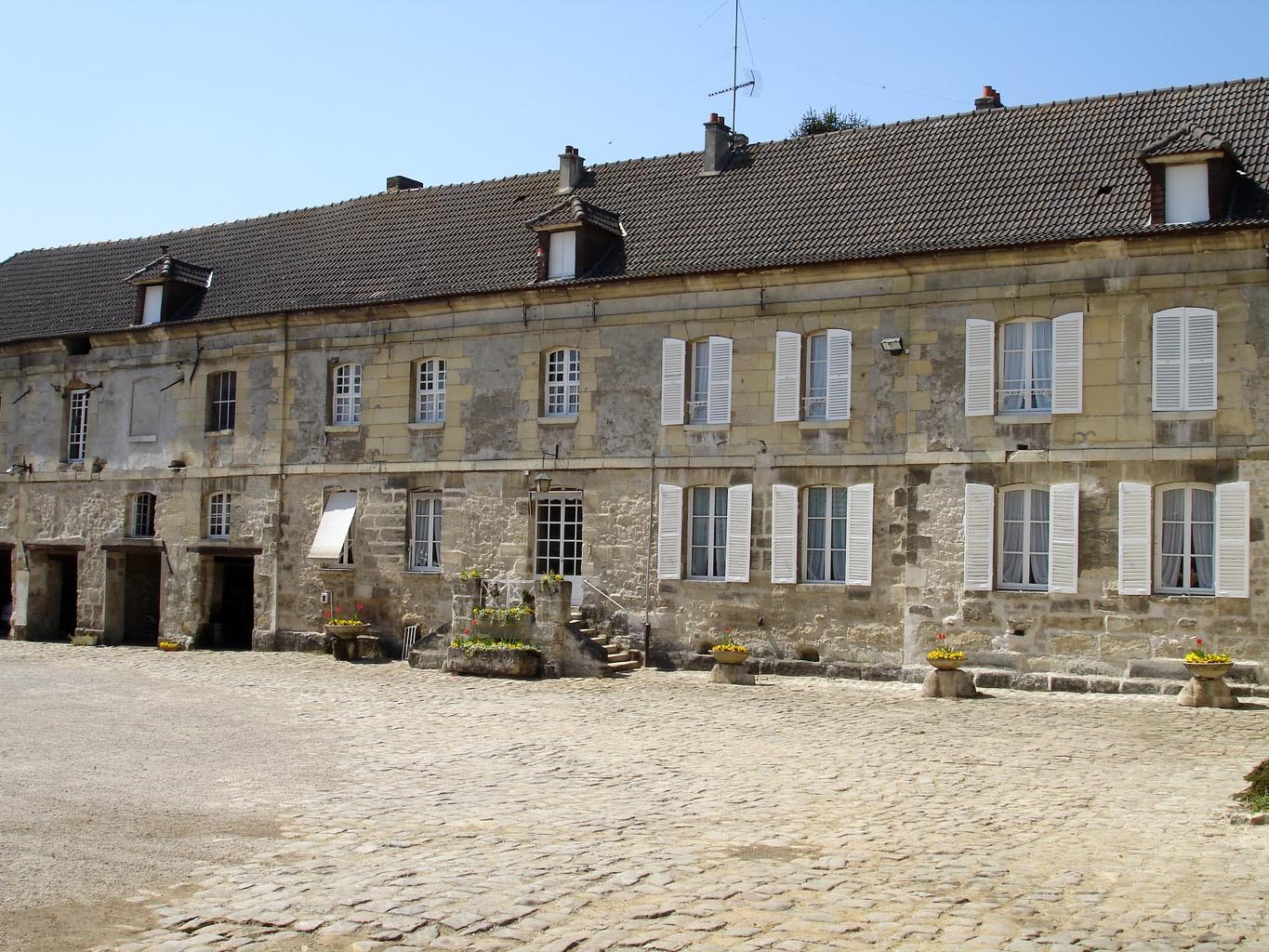
A casa do XVIIIe xix, da fazenda, da rua para o Trigo.
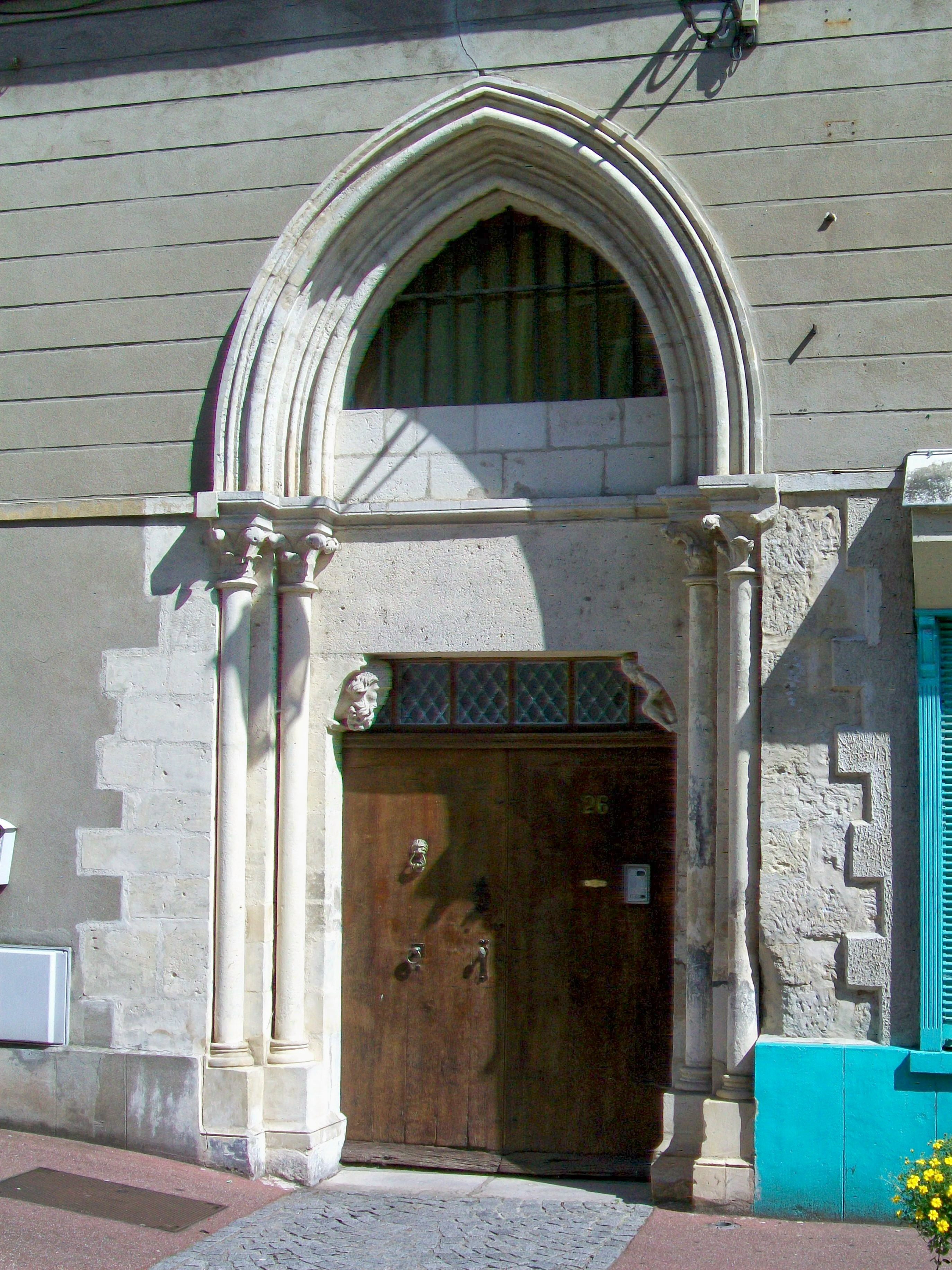
Porta do antigo Hôtel-dieu de Grelhas, do XIIIe do século, em 26 rue de Paris.

Louvres conta quatro monumentos históricos inscritos ou classificado no seu território.